# 比爾卡鄉
47°56′N 25°47′E / 47.933°N 25.783°E

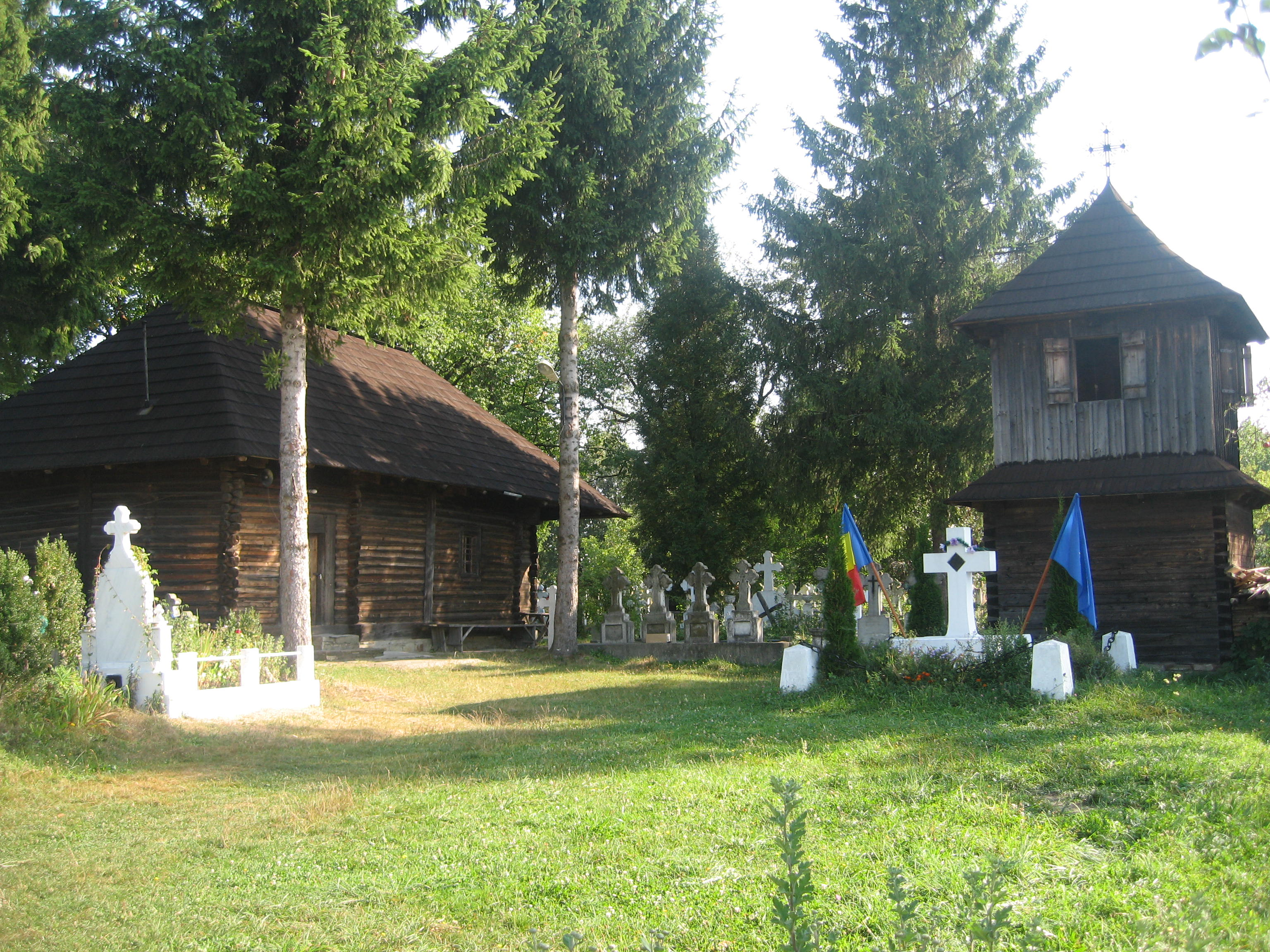

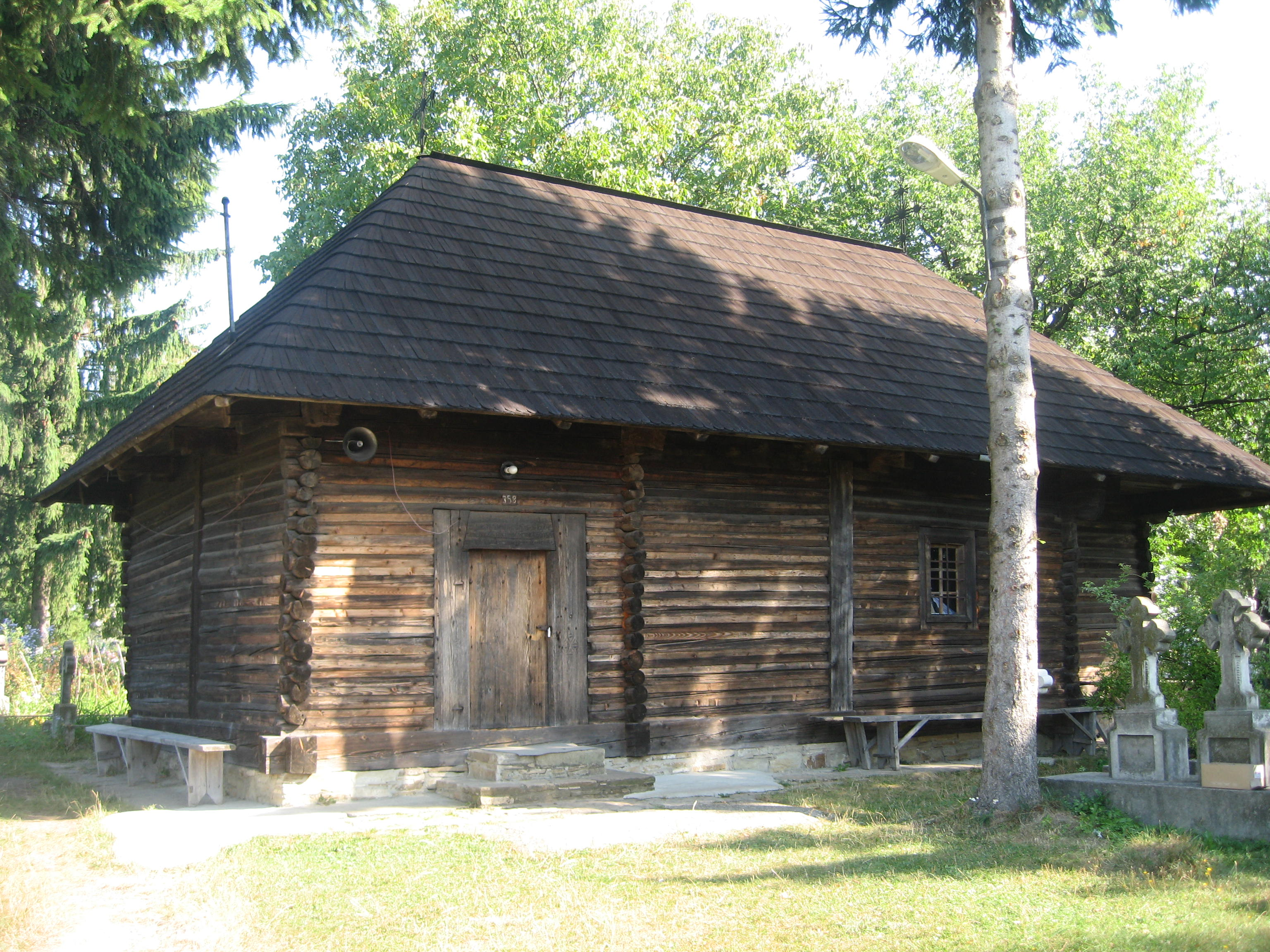

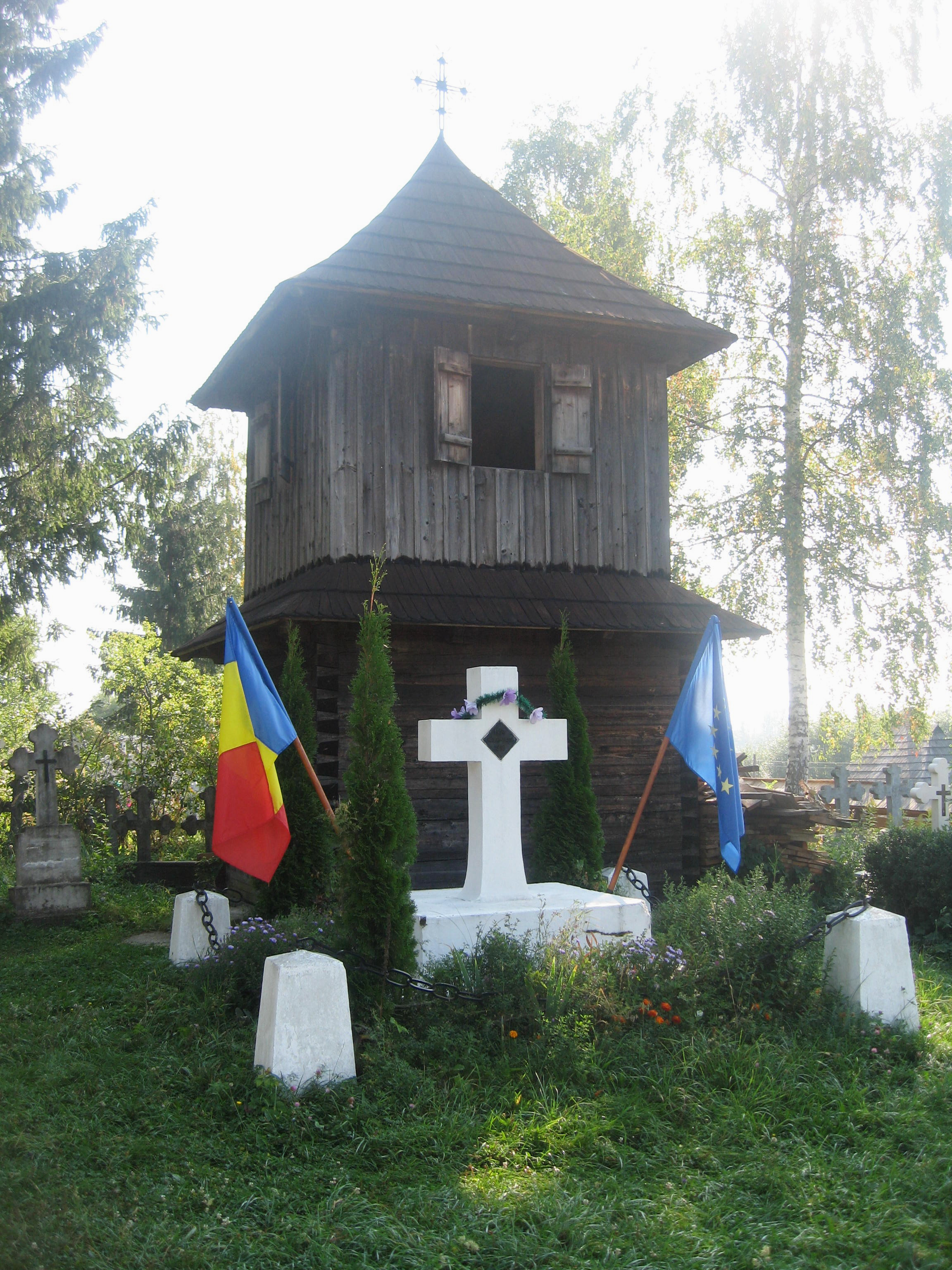

比爾卡鄉（Comuna Bilca）是羅馬尼亞的鄉份，位於該國東北部，由蘇恰瓦縣負責管轄，面積23平方公里，海拔高度427米，2007年人口3,630，人口密度每平方公里160人。